# フォンセカ (葉巻)
フォンセカ（Fonseca）は、キューバ共和国で生産されている葉巻の銘柄の1つ。

## 概要
1891年にスペインのフランシスコ・フォンセカが設立した葉巻銘柄。ライトボディのフルーティな味わいとされ、ビギナーからファンまでと広告される事も多い。一本ずつ薄いペーパーで包装されその上からリングが巻かれているという、めずらしい外見が特徴。このような薄紙での個別包装をしているブランドはキューバ葉巻としては本銘柄が唯一である。創立当初より新しい試みや品質の管理を追及し、現在では当たり前となっている味の管理を行うテイスティングルームや、ガラス・金属製のチューボスをいち早く実装した、当時としては先端的なブランドと言える。

## 種類
国内での入手が容易な代表銘柄としては、コサコス、デリシアス、及びナンバリングシリーズである。その他にはアメリカ合衆国のキューバ国交断絶により、1960年代からドミニカ共和国産のフォンセカも販売されている（キューバからのライセンスは無し）。

## その他
- ボックスには自由の女神とハバナのモロ要塞が描かれており、キューバとアメリカ合衆国の2カ国が当時友好的な関係であったことが窺い知れる。